# Список картин Киріака Костанді

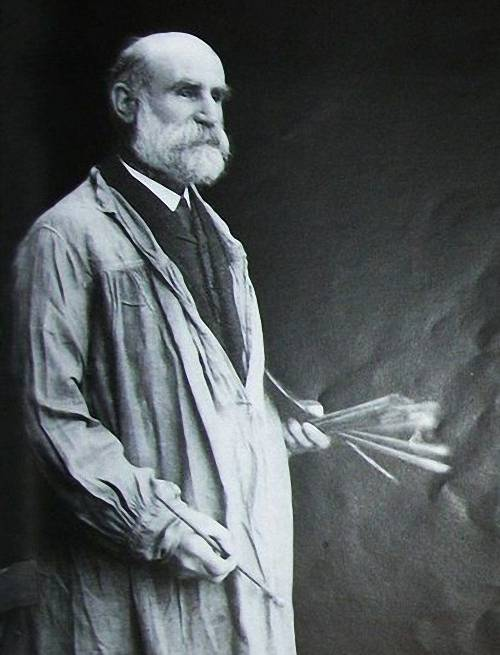
Костанді Киріак Костянтинович

## Список

### Живопис
| Зображення | Назва                                                                                             | Роки      | Техніка                 | Розміри (см) | Місце                                                                                                   | Галерея                                                                                                 | Пр.           |
| 1880—1885  | 1880—1885                                                                                         | 1880—1885 | 1880—1885               | 1880—1885    | 1880—1885                                                                                               | 1880—1885                                                                                               | 1880—1885     |
| ---------- | ------------------------------------------------------------------------------------------------- | --------- | ----------------------- | ------------ | --- | --- | ------------- |
|            | Вечір у полі (рос. Вечер в поле)                                                                  | 1882      | Холст, масло            | 10,1 x 16,5  | Одеса                                                                                                   | Колекція Серафіми Костанді                                                                              | [ 1 ]         |
|            | Дівчина, освітлена сонцем (рос. Девушка, освещенная солнцем)                                      | 1882—1883 | Холст, масло            | 14 x 12,8    | Одеса                                                                                                   | Колекція Марії Костанді                                                                                 | [ 1 ] [ A 1 ] |
|            | Узлісся (рос. Опушка леса)                                                                        | 1883      | Холст, масло            | 7 x 22,5     | Одеса                                                                                                   | Колекція Любові Костанді                                                                                | [ 1 ]         |
|            | Пізня осінь (рос. Поздняя осень)                                                                  | 1883      | Холст, масло            | 15 x 34      | Москва                                                                                                  | Колекція Михайла Костанді                                                                               | [ 1 ]         |
|            | Біля хворого товариша (рос. У больного товарища)                                                  | 1883      | Холст, масло            | 69 x 87      | Москва                                                                                                  | Третьяковська галерея                                                                                   | [ 1 ]         |
|            | Біля міста Пскова (рос. Возле города Пскова)                                                      | 1883—1884 | Холст на картоні, масло | 20,2 x 24,5  | Київ | Національний художній музей України                                                                     | [ 1 ]         |
|            | Селянська дівчина (рос. Крестьянская девушка)                                                     | 1883—1884 | Холст, масло            | 42,5 x 31    | Одеса                                                                                                   | Колекція Серафіми Костанді                                                                              | [ 1 ] [ A 1 ] |
|            | Околиці Пскова (рос. Окресности Пскова)                                                           | 1883—1884 | Холст, масло            | 24 x 33      | Одеса                                                                                                   | Колекція Серафіми Костанді                                                                              | [ 1 ]         |
|            | Перед грозою (Баба у возі) (рос. Перед грозой (Баба в телеге))                                    | 1883—1884 | Холст, масло            | 23,2 x 29    | Одеса                                                                                                   | Національний художній музей                                                                             | [ 1 ]         |
|            | Поляна (рос. Полянка)                                                                             | 1883—1884 | Холст, масло            | 20,5 x 28    | Одеса                                                                                                   | Колекція Серафіми Костанді                                                                              | [ 1 ] [ A 1 ] |
|            | Поляна (рос. Полянка)                                                                             | 1883—1884 | Холст, масло            | 26 x 19      | Одеса                                                                                                   | Колекція Любові Костанді                                                                                | [ 2 ] [ A 1 ] |
|            | Полянка, осяяна сонцем (рос. Полянка, освещенная солнцем)                                         | 1883—1884 | Холст, масло            | 26 x 26      | Москва                                                                                                  | Колекція Михайла Костанді                                                                               | [ 2 ] [ A 1 ] |
|            | Портрет Кузьми Кудрявцева (рос. Портрет Кузьмы Кудрявцева)                                        | 1883—1884 | Холст, масло            | 58 x 47      | Одеса                                                                                                   | Національний художній музей                                                                             | [ 2 ]         |
|            | Етюд до картини «В люди» (рос. Етюд к картине «В люди»)                                           | 1883—1884 | Холст на картоні, масло | 28 x 21      | Місцезнаходження невідоме                                                                               | Місцезнаходження невідоме                                                                               | [ 2 ]         |
|            | В люди (рос. В люди)                                                                              | 1885      | Холст, масло            | 80,5 x 62,5  | Київ | Національний художній музей України                                                                     | [ 2 ]         |
|            | Побачення. Північний мотив (Свято. Прощання) (рос. Свидание. Северный мотив (Праздник. Прощание)) | 1885      | Холст на картоні, масло |              | Місцезнаходження невідоме                                                                               | Місцезнаходження невідоме                                                                               | [ 2 ]         |
|            | Дорога (рос. Дорога)                                                                              | 1885      | Холст, масло            | 21,5 x 34    | Москва                                                                                                  | Колекція Михайла Костанді                                                                               | [ 2 ]         |
|            | Дорога. Північ (рос. Дорога. Север)                                                               |           | Холст, масло            | 52 x 61      | Одеса                                                                                                   | Колекція Серафіми Костанді                                                                              | [ 2 ]         |
|            | Ізби (рос. Избы)                                                                                  |           | Холст, масло            | 22 x 31      | Одеса                                                                                                   | Колекція Серафіми Костанді                                                                              | [ 2 ]         |
|            | Ізби. Північ (рос. Избы. Север)                                                                   |           | Холст, масло            | 22 x 36,3    | Одеса                                                                                                   | Колекція Серафіми Костанді                                                                              | [ 2 ]         |
|            | Інтер'єр селянської ізби (рос. Интерьер крестьянской избы)                                        |           | Холст, масло            | 38 x 63      | Одеса                                                                                                   | Колекція Серафіми Костанді                                                                              | [ 2 ]         |
|            | Надвечір'я. Річка (рос. К вечеру. Речка)                                                          |           | Холст, масло            | 13,5 x 29,5  | Одеса                                                                                                   | Колекція Серафіми Костанді                                                                              | [ 2 ]         |
|            | До дощу (рос. К дождю)                                                                            |           | Холст, масло            | 27 x 32      | Москва                                                                                                  | Колекція Михайла Костанді                                                                               | [ 2 ]         |
|            | Копиці (рос. Копны)                                                                               |           | Холст на картоні, масло | 21 x 31      | Миколаїв                                                                                                | Обласний художній музей імені В. В. Верещагіна                                                          | [ 2 ]         |
|            | Копиці (рос. Копны)                                                                               |           | Холст на картоні, масло | 15 x 26      | Одеса                                                                                                   | Колекція Серафіми Костанді                                                                              | [ 2 ]         |
|            | Копиці у полі (рос. Копны в поле)                                                                 |           | Холст на фанері, масло  | 38 x 62      | Одеса                                                                                                   | Національний художній музей                                                                             | [ 2 ]         |
|            | Човни (рос. Лодки)                                                                                |           | Холст на картоні, масло | 16,2 x 26,5  | Миколаїв                                                                                                | Обласний художній музей імені В. В. Верещагіна                                                          | [ 2 ]         |
|            | Натурник у темному костюмі (рос. Натурщик в темном костюме)                                       |           | Холст на картоні, масло | 64 x 53      | Одеса                                                                                                   | Колекція Серафіми Костанді                                                                              | [ 2 ]         |
|            | Хмари (рос. Облака)                                                                               |           | Холст, масло            | 20,5 x 29    | Москва                                                                                                  | Колекція Михайла Костанді                                                                               | [ 2 ]         |
|            | Пейзаж (рос. Пейзаж)                                                                              |           | Холст, масло            | 10,5 x 17,5  | Київ | Національний художній музей України                                                                     | [ 2 ]         |
|            | Поле (рос. Поле)                                                                                  |           | Холст, масло            | 15 x 13      | Одеса                                                                                                   | Колекція Серафіми Костанді                                                                              | [ 3 ]         |
|            | Портрет дівчини (рос. Портрет девушки)                                                            |           | Холст, масло            | 64 x 53      | Одеса                                                                                                   | Колекція Серафіми Костанді                                                                              | [ 3 ]         |
|            | Північний етюд (рос. Северный этюд)                                                               |           | Холст, масло            | 7,5 x 34     | Одеса                                                                                                   | Колекція Любові Костанді                                                                                | [ 3 ]         |
|            | Снопи (рос. Снопы)                                                                                |           | Холст, масло            | 13 x 25,5    | Одеса                                                                                                   | Колекція Любові Костанді                                                                                | [ 3 ]         |
|            | Туман. Північний етюд (рос. Туман. Северный этюд)                                                 |           | Холст, масло            | 14,2 x 22    | Одеса                                                                                                   | Колекція Серафіми Костанді                                                                              | [ 3 ]         |
|            | Біля річки. Північ (рос. У речки. Север)                                                          |           | Холст, масло            | 12,8 x 22,8  | Одеса                                                                                                   | Колекція Любові Костанді                                                                                | [ 3 ]         |
|            | Етюд селянина з накидкою (рос. Этюд крестьянина с накидкой)                                       |           | Холст, масло            | 36 x 25      | Одеса                                                                                                   | Колекція Серафіми Костанді                                                                              | [ 3 ]         |
|            | Етюд чоловічої голови (рос. Этюд мужской головы)                                                  |           | Холст, масло            | 46 x 41      | Одеса                                                                                                   | Колекція Серафіми Костанді                                                                              | [ 3 ]         |
|            | Етюд натурника з червоним шарфом (рос. Этюд натурщика с красным шарфом)                           |           | Холст, масло            | 65 x 54      | Одеса                                                                                                   | Колекція Серафіми Костанді                                                                              | [ 3 ]         |
|            | Етюд робітника (рос. Этюд рабочего)                                                               |           | Холст, масло            | 32 x 27      | Одеса                                                                                                   | Колекція Серафіми Костанді                                                                              | [ 3 ]         |
| 1886—1900  |                                                                                                   |           |                         |              | | |               |
|            | Портрет Петра Нілуса (рос. Портрет Петра Нилуса)                                                  | 1886      | Холст, масло            | 91 x 71      | Одеса                                                                                                   | Колекція Серафіми Костанді                                                                              | [ 3 ]         |
|            | Портрет Єфросинії Князевої (рос. Портрет Ефросиньи Князевой)                                      | 1886—1887 | Холст, масло            | 46 x 39      | Москва                                                                                                  | Колекція Михайла Костанді                                                                               | [ 3 ]         |
|            | Лиман (рос. Лиман)                                                                                | 1887      | Холст на картоні, масло | 17,5 x 10,5  | Одеса                                                                                                   | Колекція Любові Костанді                                                                                | [ 3 ]         |
|            | На Херсонщині (У маєтку М. Д. Кузнєцова) (рос. На Херсонщине (В имении Н. Д. Кузнецова))          | 1887      | Картон, масло           | 11 x 17      | Одеса                                                                                                   | Колекція Серафіми Костанді                                                                              | [ 3 ]         |
|            | Портрет матері художника (рос. Портрет матери художника)                                          | 1887      | Холст, масло            | 34 x 27      | Київ | Національний художній музей України                                                                     | [ 3 ]         |
|            | Портрет літньої жінки (рос. Портрет пожилой женщины)                                              | 1887      | Холст, масло            | 24 x 29      | Одеса                                                                                                   | Національний художній музей                                                                             | [ 3 ]         |
|            | Етюд до картини «Дівчинка з гусями» (Гуси) (рос. Этюд к картине «Девочка с гусями» (Гуси))        | 1887      | Холст на картоні, масло | 12,8 x 8     | Одеса                                                                                                   | Колекція Марії Костанді                                                                                 | [ 3 ]         |
|            | Хвора на дачі (рос. Больная на даче)                                                              | 1888      | Холст, масло            | 34 x 42      | Місцезнаходження невідоме. До 1941 року знаходилася в Київському державному музеї російського мистецтва | Місцезнаходження невідоме. До 1941 року знаходилася в Київському державному музеї російського мистецтва | [ 3 ]         |
|            | Дівчина в синій пелеринці (рос. Девочка в голубой пелеринке)                                      | 1888      | Холст, масло            | 60 x 44      | Одеса                                                                                                   | Національний художній музей                                                                             | [ 3 ]         |
|            | Рання весна (рос. Ранняя весна)                                                                   | 1892      |                         |              | Київ | Національний художній музей України                                                                     |               |
|            | На дачі (Полудень) (рос. На даче (Полдень))                                                       | 1892      |                         |              | | |               |
| 1901—1915  |                                                                                                   |           |                         |              | | |               |
|            | Квітучий бузок (рос. Сирень)                                                                      | 1902      |                         |              | Одеса                                                                                                   | Національний художній музей                                                                             |               |
|            | Галки. Осінь (рос. Галки. Осень)                                                                  | 1915      |                         |              | Одеса                                                                                                   | Національний художній музей                                                                             |               |

## Виноски
1. 1 2 3 4 5  Етюд до картини «Побачення. Північний мотив»